# Oslavany (stacja kolejowa)
Oslavany – stacja kolejowa w miejscowości Oslavany, w kraju południowomorawskim, w Czechach. Znajduje się na wysokości 220 m n.p.m.
Na stacji nie ma możliwości zakupu biletów, a obsługa podróżnych odbywa się w pociągu.

## Linie kolejowe
- 244 Brno - Hrušovany nad Jevišovkou, Moravské Bránice - Oslavany